# Satellite Award per la miglior sceneggiatura non originale
Il Satellite Award per la migliore sceneggiatura non originale è un riconoscimento annuale dei Satellite Awards consegnato dall'International Press Academy.

## Vincitori e candidati
I vincitori sono indicati in grassetto.

### Anni 1990
1997
- Il paziente inglese (The English Patient) - Anthony Minghella
- La seduzione del male (The Crucible) - Arthur Miller
- Jude - Hossein Amini
- Ritratto di signora (The Portrait of a Lady) - Laura Jones
- Trainspotting - John Hodge

1998
- L.A. Confidential - Curtis Hanson e Brian Helgeland
- Amistad - David Franzoni
- Tempesta di ghiaccio (The Ice Storm) - James Schamus
- Il dolce domani (The Sweet Hereafter) - Atom Egoyan
- Le ali dell'amore (The Wings of the Dove) - Hossein Amini

1999
- Pleasantville - Gary Ross
- American History X - David McKenna
- Central do Brasil - Marcos Bernstein e João Emanuel Carneiro
- Salvate il soldato Ryan (Saving Private Ryan) - Robert Rodat
- Shakespeare in Love - Marc Norman e Tom Stoppard

### Anni 2000
2000
- Le regole della casa del sidro (The Cider House Rules) - John Irving
- Il viaggio di Felicia (Felicia's Journey) - Atom Egoyan
- La mappa del mondo (A Map of the World) - Peter Hedges e Polly Platt
- Onegin - Peter Ettedgui e Michael Ignatieff
- Il talento di Mr. Ripley (The Talented Mr. Ripley) - Anthony Minghella
- Titus - Julie Taymor

2001
- Quills - La penna dello scandalo (Quills) - Doug Wright
- La casa della gioia (The House of Mirth) - Terence Davies
- Fratello, dove sei? (O Brother, Where Art Thou?) - Ethan e Joel Coen
- Thirteen Days - David Self
- Traffic - Stephen Gaghan

2002
- In the Bedroom - Robert Festinger e Todd Field
- A Beautiful Mind - Akiva Goldsman
- Hedwig - La diva con qualcosa in più (Hedwig and the Angry Inch) - John Cameron Mitchell
- L'ultimo bicchiere (Last Orders) - Fred Schepisi
- Il Signore degli Anelli - La Compagnia dell'Anello (The Lord of the Rings: The Fellowship of the Ring) - Philippa Boyens, Peter Jackson e Fran Walsh

2003
- Il ladro di orchidee (Adaptation.) - Charlie e Donald Kaufman
- Chicago - Bill Condon
- Il Signore degli Anelli - Le due torri (The Lord of the Rings: The Two Towers) - Philippa Boyens, Peter Jackson, Stephen Sinclair e Fran Walsh
- Il mio grosso grasso matrimonio greco (My Big Fat Greek Wedding) - Nia Vardalos
- Il pianista (The Pianist) - Ronald Harwood

2004
- Mystic River - Brian Helgeland
- American Splendor - Robert Pulcini e Shari Springer Berman
- Ritorno a Cold Mountain (Cold Mountain) - Anthony Minghella
- Seabiscuit - Un mito senza tempo (Seabiscuit)  - Gary Ross
- L'inventore di favole (Shattered Glass) - Billy Ray
- La ragazza delle balene (Te kaieke tohora) - Niki Caro

2005 (gennaio)
- Million Dollar Baby - Paul Haggis
- Closer - Patrick Marber
- Il fantasma dell'Opera (The Phantom of the Opera) - Joel Schumacher
- Sideways - In viaggio con Jack (Sideways) - Alexander Payne e Jim Taylor

2005 (dicembre)
- Memorie di una geisha (Memoirs of a Geisha) - Robin Swicord
- I segreti di Brokeback Mountain (Brokeback Mountain) - Larry McMurtry and Diana Ossana
- Truman Capote - A sangue freddo (Capote) - Dan Futterman
- Jarhead - William Broyles Jr.
- Shopgirl - Steve Martin
- Quando l'amore brucia l'anima (Walk the Line) - Gill Dennis e James Mangold

2006
- The Departed - Il bene e il male (The Departed) - William Monahan
- Dreamgirls - Bill Condon
- Flags of Our Fathers - William Broyles Jr. e Paul Haggis
- Little Children - Todd Field e Tom Perrotta
- Radio America (A Prairie Home Companion) - Garrison Keillor
- Thank You for Smoking - Jason Reitman

2007
- Espiazione (Atonement) – Christopher Hampton
- Away from Her - Lontano da lei (Away from Her) – Sarah Polley
- Il cacciatore di aquiloni (The Kite Runner) – David Benioff
- Lussuria - Seduzione e tradimento (Se, jie) – Hui-Ling Wang e James Schamus
- Non è un paese per vecchi (No Country for Old Men) – Ethan e Joel Coen
- Zodiac – James Vanderbilt

2008
- Frost/Nixon - Il duello (Frost/Nixon) - Peter Morgan
- Il curioso caso di Benjamin Button (The Curious Case of Benjamin Button) - Eric Roth e Robin Swicord
- Il dubbio (Doubt) - John Patrick Shanley
- Lezioni d'amore (Elegy) - Philip Roth
- The Reader - A voce alta (The Reader) - David Hare
- Revolutionary Road - Justin Haythe
- The Millionaire (Slumdog Millionaire) - Simon Beaufoy

2009
- Precious - Geoffrey Fletcher
- An Education - Nick Hornby
- District 9 - Neill Blomkamp e Terri Tatchell
- Julie & Julia - Nora Ephron
- Tra le nuvole (Up in the Air) - Jason Reitman e Sheldon Turner

### Anni 2010
2010
- The Social Network - Aaron Sorkin
- 127 ore (127 Hours) - Danny Boyle e Simon Beaufoy
- Fair Game - Caccia alla spia (Fair Game) - Jez Butterworth e John-Henry Butterworth
- L'uomo nell'ombra (The Ghost Writer) - Robert Harris e Roman Polański
- Scott Pilgrim vs. the World - Michael Bacall e Edgar Wright
- The Town - Peter Craig, Ben Affleck e Aaron Stockard
- Uomini che odiano le donne (Män som hatar kvinnor) - Nikolaj Arcel e Rasmus Heisterberg
- Un gelido inverno (Winter's Bone) - Debra Granik

2011
- Alexander Payne, Jim Rash e Nat Faxon - Paradiso amaro (The Descendants)
- Tate Taylor - The Help
- Lee Hall e Richard Curtis - War Horse
- Glenn Close e John Banville - Albert Nobbs
- Edgar Wright, Joe Cornish e Steven Moffat - Le avventure di Tintin - Il segreto dell'Unicorno (The Adventures of Tin Tin: The Secret of the Unicorn)
- Aaron Sorkin e Steven Zaillian - L'arte di vincere (Moneyball)

2012
- David Magee - Vita di Pi (Life of Pi)
- Ben Lewin - The Sessions - Gli incontri (The Sessions)
- Tony Kushner, John Logan e Paul Webb - Lincoln
- Chris Terrio - Argo
- Tom Stoppard - Anna Karenina
- David O. Russell - Il lato positivo - Silver Linings Playbook (Silver Linings Playbook)

2013/2014
- Jeff Pope e Steve Coogan - Philomena
- Billy Ray - Captain Phillips - Attacco in mare aperto (Captain Phillips)
- Peter Berg - Lone Survivor
- John Ridley - 12 anni schiavo (12 Years a Slave)
- Terence Winter - The Wolf of Wall Street
- Ethan Hawke, Julie Delpy e Richard Linklater - Before Midnight

2015
- Graham Moore - The Imitation Game
- Paul Thomas Anderson - Vizio di forma (Inherent Vice)
- Gillian Flynn - L'amore bugiardo - Gone Girl (Gone Girl)
- Anthony McCarten - La teoria del tutto (The Theory of Everything)
- Jason Hall - American Sniper
- Cheryl Strayed, Nick Hornby - Wild

2016
- Aaron Sorkin - Steve Jobs
- Jez Butterworth e Mark Mallouk - Black Mass - L'ultimo gangster (Black Mass)
- Lucinda Coxon - The Danish Girl
- Emma Donoghue - Room
- Drew Goddard - Sopravvissuto - The Martian (The Martian)
- Alejandro González Iñárritu e Mark L. Smith - Revenant - Redivivo (The Revenant)

2017
- Oliver Stone e Kieran Fitzgerald – Snowden
- Andrew Knight e Robert Schenkkan – La battaglia di Hacksaw Ridge (Hacksaw Ridge)
- Allison Schroeder – Il diritto di contare (Hidden Figures)
- Justin Marks – Il libro della giungla (The Jungle Book)
- Luke Davies – Lion - La strada verso casa (Lion)
- Todd Komarnicki – Sully

2018
- Scott Neustadter e Michael H. Weber - The Disaster Artist
- James Ivory - Chiamami col tuo nome (Call Me by Your Name)
- Aaron Sorkin - Molly's Game
- Lee Hall - Vittoria e Abdul (Victoria & Abdul)
- Brian Selznick - La stanza delle meraviglie (Wonderstruck)
- Jason Fuchs e Allan Heinberg - Wonder Woman

2019
- Nicole Holofcener e Jeff Whitty – Copia originale (Can You Ever Forgive Me?)
- Bradley Cooper e Eric Roth – A Star Is Born
- Debra Granik e Anne Rosellini – Senza lasciare traccia (Leave No Trace)
- Barry Jenkins – Se la strada potesse parlare (If Beale Street Could Talk)
- Armando Iannucci, David Schneider, Ian Martin e Peter Fellows – Morto Stalin, se ne fa un altro (The Death of Stalin)
- Spike Lee, David Rabinowitz, Kevin Wilmott e Charlie Wachtel – BlacKkKlansman

### Anni 2020
2020
- Todd Phillips e Scott Silver – Joker
- Matthew Michael Carnahan, Mario Correa e Nathaniel Rich – Cattive acque (Dark Waters)
- Anthony McCarten – I due papi (The Two Popes)
- Edward Norton – Motherless Brooklyn - I segreti di una città (Motherless Brooklyn)
- Taika Waititi – Jojo Rabbit
- Steven Zaillian – The Irishman

2021
- Florian Zeller e Christopher Hampton - The Father - Nulla è come sembra (The Father)
- Paul Greengrass - Notizie dal mondo (News of the World)
- Edoardo Ponti - La vita davanti a sé
- Kemp Powers - Quella notte a Miami... (One Night in Miami...)
- Ruben Santiago-Hudson - Ma Rainey's Black Bottom
- Chloé Zhao - Nomadland

2022
- Sian Heder - CODA - I segni del cuore (CODA)
- Jon Spaihts, Denis Villeneuve e Eric Roth - Dune (Dune: Part One)
- Maggie Gyllenhaal - La figlia oscura (The Lost Daughter)
- Rebecca Hall e Nella Larsen - Due donne - Passing (Passing)
- Jane Campion - Il potere del cane (The Power of the Dog)
- Joel Coen - Macbeth (The Tragedy of Macbeth)

2023
- Sarah Polley - Women Talking - Il diritto di scegliere (Women Talking)
- Rian Johnson - Glass Onion - Knives Out (Glass Onion: A Knives Out Mystery)
- Kazuo Ishiguro - Living
- Rebecca Lenkiewicz - Anche io (She Said)
- Peter Craig, Ehren Kruger, Justin Marks, Christopher McQuarrie ed Eric Warren Singer - Top Gun: Maverick
- Samuel D. Hunter - The Whale

2024
- Cord Jefferson - American Fiction
- Christopher Nolan - Oppenheimer
- Tony McNamara - Povere creature! (Poor Things)
- Jonathan Glazer - La zona d'interesse (The Zone of Interest)
- Eric Roth e Martin Scorsese - Killers of the Flower Moon
- Andrew Haigh - Estranei (All of Us Strangers)